# Chisec
Chisec ist eine Kleinstadt in Guatemala und Verwaltungssitz der gleichnamigen Großgemeinde (Municipio) im Departamento Alta Verapaz. In dem etwa 1250 km² großen Municipio leben rund 110.000 Menschen, in der Stadt Chisec etwa 20.000.

## Lage
Chisec liegt im Norden von Alta Verapaz auf 240 m Höhe. Den Süden des Municipios erreichen noch die Ausläufer der Sierra de Chamá, eines der Mittelgebirge, die den mittleren und südlichen Teil von Alta Verapaz durchziehen. Im Nordosten hat Chisec noch Anteil an den Hügeln der Sierra de Chinajá. Die übrigen Teile des Municipios liegen im tropisch geprägten Tiefland. Zu den nennenswerten Gewässern zählen hier die Flüsse Sequixpur, San Simón, San Román, Limón und ganz im Nordwesten der Río Chixoy sowie das Sumpfgebiet Pantano Rubelsuj und im Südosten die Laguna Sapalau. Das Klima ist im Allgemeinen tropisch-heiß.
Chisec grenzt im Süden an das Municipio San Pedro Carchá, im Südwesten und Westen an Cobán, im Nordwesten an das Departamento Quiché (der Chixoy bildet die kurze Grenze) und im Norden an das Departamento Petén. Bis 2008 grenzte es im Osten an das Municipio Fray Bartolomé de Las Casas. In jenem Jahr wurde die Landgemeinde Raxruhá, die den östlichen Teil Chisecs bildete, zu einem eigenen Municipio erhoben. Chisec verlor ein Drittel seines Gebietes und fast die Hälfte seiner Einwohner. Die Angaben über die derzeitige Fläche des Municipios sind uneinheitlich, von rund 1250 km² ist auszugehen. Bis zum Jahr 2008 war Chisec nach Cobán das Municipio mit der zweitgrößten Ausdehnung in Alta Verapaz.

## Bevölkerung
Der Großteil der gut 110.000 Einwohner zählenden Bevölkerung des Municipios gehört zur Maya-Volksgruppe der Kekchí, der Rest sind Ladinos.

## Geschichte
Chisec wird erst ab dem Jahr 1883 in offiziellen Dokumenten erwähnt. Möglicherweise wurde es wenige Jahrzehnte davor von Menschen aus dem südlicher gelegenen San Pedro Carchá unter dem Namen „Espiritu Santo“ gegründet. 
In den Jahren zwischen 1979 und 1983 war Chisec so stark vom Guatemaltekischen Bürgerkrieg betroffen, dass fast die gesamte Bevölkerung des Municipios floh, größtenteils ins nahe Mexiko. Auf der Finca Xamán in der Comunidad La Aurora 8 de Octubre wurde am 5. Oktober 1995 ein Massaker verübt (Massaker von Xamán).

## Wirtschaft und Verkehr
Chisec liegt knapp 80 km nördlich von Cobán, der Hauptstadt von Alta Verapaz. Von dort aus ist es über eine teilweise schlecht ausgebaute Direktverbindung zu erreichen (über Cubilhuitz), alternativ auch etwas weiter östlich über die Nationalstraße 5 und Raxruhá. Um Touristen anzuziehen, bezeichnet sich Chisec gern als Tor zum tropischen Tiefland, obwohl die Nationalstraße 5, die weiter nach Petén führt, mittlerweile eher bei Raxruhá liegt. Von großer verkehrstechnischer und auch wirtschaftlicher Bedeutung ist die Ost-West-Fernstraße Franja Transversal del Norte, die von Izabal im Osten bis nach Chisec führt und von dort aus bis nach Huehuetenango im Westen weitergebaut wird. Wichtigster Wirtschaftszweig ist die Landwirtschaft, angebaut wird Kaffee, Mais und Reis.

## Feste und Sehenswürdigkeiten
Von touristischer Bedeutung ist das Fest zu Ehren der Stadtpatrone Peter und Paul, das vom 26. bis 29. Juni gefeiert wird. Im übrigen Municipio sind neben der Laguna Sapalau noch zahlreiche Höhlen sehenswert (in einer von diesen befindet sich ein Friedhof der Maya). Der „Laguna-Lachuá-Nationalpark“ (Rokjá Pomtilá) liegt westlich von Chisec auf dem Gebiet des Municipios Cobán.
Chisec ist der Ausgangsort für die meisten Besucher der ca. 50 km (Fahrtstrecke) nordöstlich gelegenen, aber nur selten besuchten archäologischen Stätte von Cancuén.